# Patafalva
Patafalva (németül: Poppendorf im Burgenland) Rábakeresztúr településrésze, egykor önálló község Ausztriában, Burgenland tartományban, a Gyanafalvi járásban.

## Fekvése
Németújvártól 13 km-re délnyugatra, a Lapincs bal partján fekszik.

## Története
A települést 1427-ben "Podaboch" alakban említik először. 1428-ban ugyancsak "Podaboch" néven szerepel abban az oklevélben, melyben Luxemburgi Zsigmond király Cseh Pétert erősítette meg a németújvári uradalom birtokában. Németújvár tartozékainak sorában Kukmér után sorolják fel. 1459-ben Hunyadi Mátyás az uradalommal együtt hívének Újlaky Miklós erdélyi vajdának adta, majd 1524-ben az Újlakyak kihalásával II. Lajos király Batthyány Ferencnek adományozta. 1524 és 1550 között Batthyány Ferenc bán 4-5 portát, 1599-ben Batthyány Ferenc 6 portát bírt a faluban.
A 16. század i összeírásokban általában "Pathafalva" alakban szerepel. 1538-ban 12, 1548-ban 14, 1576-ban 19, 1588-ban 20, 1599-ben 17, 1634-ben 34 portát számláltak a településen. Német neve 1604-ben bukkan fel először. 1605-ben Bocskai hajdúi égették fel, 1622-ben Bethlen Gábor hadai pusztították el. 1643-ban 34 házában 241 lakosa élt. 1664-ben a szentgotthárdi csata idején nem található a dokumentumokban, valószínűleg elpusztulhatott. Montecuccoli hadai csak 8 km-re voltak a falutól, amikor a törököt a Rábán túlra szorították. 1691-ben 39 háza volt 148 lakossal. Az 1698-as egyházi vizitáció „Ujfalu” más néven „Poppendorfként” említi, Rábakeresztúr plébániájához tartozott. A 18. század elején súlyos pestisjárvány pusztított, melynek itt is sok halálos áldozata volt.
1720-ban 31, 1744-ben 68 házat számláltak a településen. 1787-ben 97 háza volt 480 lakossal. 1812-ben 228 katolikus és 67 luteránus lakója volt. 1828-ban 89 házat és 529 lakost számláltak itt. 1876-ban 631 volt a katolikusok és 119 a luteránusok száma. Az első kápolnát 1845-ben kezdték építeni a faluban egy korábbi kereszt helyén és 1847-ben szentelték fel. Ez a kápolna a falu közepén fekvő téren állt, ott ahol az egykori postaútról leágazik a Németújvárra menő út. Ezt 1904-ben állapota miatt le kellett bontani. Ezután épült fel a mai templom, melyet 1909-ben szenteltek fel a Havas Boldogasszony tiszteletére. A falu önkéntes tűzoltóegylete 1888-ban alakult meg.
Vályi András szerint „POPENDORF. Német falu Vas Vármegyében, földes Ura Gr. Batthyáni Uraság, lakosai katolikusok, fekszik Rába Keresztúrhoz közel, mellynek filiája, határjának földgye termékeny, legelője elég, fája van mind a’ kétféle, réttyei jó neműek, Stájer Országhoz közel fekszik, a’ hol keresetre van módgyok, első osztálybéli.”
Fényes Elek szerint „Poppenporf, német falu, Vas vmegyében, a Lapincs völgyében, a gréczi országutban, 472 kath., 70 ev. lak. – Határa elsőosztálybeli. Szőlőhegy. A németujvári urad. tartozik, s ut. p. Rába-Keresztur.”
Vas vármegye monográfiája szerint „ Patafalva, 108 házzal és 805 németajkú, r. kath. és ág. ev. vallású lakossal. Postája Vas-Körtvélyes, távírója Szt.-Gotthárd. Kath. kápolnája 1842-ben épült. Földesurai a Batthyány herczegek voltak.”
1910-ben 674, túlnyomórészt német lakosa volt. A trianoni békeszerződésig Vas vármegye Szentgotthárdi járásához tartozott. Az első világháborúban 14 helyi lakos esett el. A békeszerződések mint németajkú települést Ausztriához csatolták. 1921-ben itt is felléptek magyar szabadcsapatok az osztrák csendőrség ellen, de nem élvezték a németajkú lakosság támogatását. A háború után többen kivándoroltak a tengerentúlra. Az első postahivatal 1923-ban létesült itt, 1924-ben a faluba bevezették az elektromos világítást, 1927-ben pedig már a távbeszélő is működött. A második világháború végén itt is súlyos harcok folytak és számos épület megrongálódott. 1964-ben felépült a tűzoltószerház. 1971-ben közigazgatásilag Rábakeresztúrhoz csatolták. 2001-ben 398 lakosa volt.

## Nevezetességei
- A Havas Boldogasszony tiszteletére szentelt római katolikus temploma 1909-ben épült.
- A Szent Rókus kápolnát 1870-ben építették.
- A két világháború áldozatainak emlékkápolnája.
- 1990-ben emlékművet avattak a faluból kivándoroltak emlékére.

## Külső hivatkozások
- Rábakeresztúr hivatalos honlapja
- Várszentmiklós honlapja
- A burgenlandi települések történeti lexikona